# ピンヤ朝

ピンヤ朝

ピンヤ朝（ピンヤちょう、ビルマ語: ပင်းယခေတ）とは、1312年から1364年にかけて上ビルマ（ミャンマー北部）に存在していたシャン族の王朝である。

## 歴史

### シャン族の台頭
13世紀末のビルマのパガン朝では、王国東部のシャン族が勢力を拡大していた。
アサンカヤー、ヤーザティンジャン、ティハトゥのシャン族の3兄弟は王室と婚姻関係を結び、宮廷内で勢力を伸ばした。パガン王ナラティーハパテは元の攻撃を受けてパガンを脱出した後、アサンカヤーにミンザイン、ヤーザティンジャンにメッカヤー（Mekkhaya）、ティハトゥにピンレー（Pinle）を与えた。1295年に末弟のティハトゥは白象王（スィンビューシン）の称号を用い、1296年にはパガンの歴代国王と同じく大王（ミンジー）を名乗った。
1297年にアサンカヤーはパガンの皇太后ソウと共謀してパガン王チョウスワーを殺害し、その子ソウニッを擁立する。1300年にアサンカヤーは領地のミンザインで独立し（ミンザイン王朝）、ビルマにシャン族の王朝が創始された。同年、チョウスワーの王子から援軍を求められた元の皇帝テムルはミンザインに派兵を行う。3兄弟は元軍の包囲を耐え、元側の指揮官を買収して撤兵に向かわせた。
元の侵攻の後に兄弟の次弟ヤーザティンジャンが自然死し、1310年春にティハトゥは兄のアサンカヤーを毒殺して権力を奪取した。ティハトゥはアヴァの地を新たな本拠地に定めようと考えたが、不吉な兆候が表れたためにピンヤを本拠地に選んだ。1312年にティハトゥはピンヤをウィザヤプーラ（サンスクリット語で「勝利の都」の意）と改称して都に定め、王宮、寺院、仏塔を建設した。ティハトゥはソウからパガン王家に伝わる金帯と金盆を譲り受けて王位に就き、廃位されたソウニッはティハトゥの下で一地方領主として余生を過ごした。
しかし、1315年ごろにティハトゥの末子ソーユン（アサンカヤー）がエーヤワディー川右岸のサガインで独立して王朝を建て（サガイン朝）、両王朝はエーヤワディー川を挟んで並立した。

### 建国後
1331年にピンヤは大洪水に見舞われ、多くの仏塔や僧坊が被害を被った。1344年、ウザナの甥で女婿でもあるティハトゥ2世が王位に就く。
1359年にピンヤは麓川のマオ・シャン族の侵入を受け、混乱に陥った。1364年に再びマオ・シャンの攻撃を受けてピンヤ朝は滅亡し、生き残った王族は四散した。同年にサガイン朝もマオ・シャンによって滅ぼされるが、サガイン朝の王族タドミンピャによってアヴァ王朝が建国された。
かつてピンヤ朝の都が存在していた地域は畑になり、崩壊しかけた仏塔が散見されるほかは、ピンヤ朝当時の面影を残していない。

## 社会
パガン朝期に建設された軍事基地を前身とする、城市（ミョウ）が行政単位となっていた。地方の再開発に伴い、城市は政治・経済的役割を増していく。また、パガン中期から民衆の支持を集めていたアラニャ僧団が、ピンヤ朝期を通して影響力を増していった。
ビルマ族はシャン族の支配から逃れるため、下ビルマへ移住した。

## 文化
ピンヤ朝の時代にはタヤーボエ・タチン（村落の歌）、カージン（円盾を用いた踊りで披露される歌）、ヤドゥ（季節を詠んだ詩）が書かれ、その表現はパガン王朝の文学作品よりも発達していた。その一方で、従前のビルマ世界で書かれていたリンガ（古詩）は徐々に姿を消していく。14世紀初頭に宰相サドゥリンガバラが書いたヤドゥはビルマ語とパーリ語が併用されており、正確かつリズムのある表現で難解な仏教教理について問いかけている。

## 歴代君主
1. ティハトゥ（在位：1309年? - 1325年）
2. ウザナ（在位：1321年? - 1340年）
3. ミンザインシートゥー（在位：1340年 - 1344年）
4. ティハトゥ2世（ンガーシーシン、在位：1344年 - 1350年）
5. チョースワー（在位：1350年 - 1359年）
6. ティハトゥ3世（在位：1359年 - 1360年）